# Jaime Stinus
Jaime Martínez Stinus (San Sebastián, País Vasco, España, 18 de agosto de 1953) es un músico, compositor y productor afincado en Barcelona.

## Biografía
Al poco de comenzar los estudios de ingeniería, los abandona para tocar en varios grupos locales. En 1972 funda el grupo “Brakaman” junto a Borja Zulueta, Jesús Mª Inurrieta, Carlos Subijana y Jorge Ansa de claro estilo Glam Rock , y tras varios cambios en la formación, editan discos entre 1973 y 1978 en Columbia y RCA. Su eclecticismo le ha ayudado a abarcar y mezclar muchos estilos musicales.
A partir de 1978, y de forma interrumpida, forma parte de La Orquesta Mondragón hasta 1983 como guitarrista y compositor; en esta época graban, entre otros, su disco multiplatino Bon voyage. A partir de 1983 comienza su trabajo como productor artístico con “La estatua del Jardín Botánico” de Radio Futura. Desde entonces ha trabajado y colaborado como productor, director artístico, músico o haciendo remezclas con Gabinete Caligari, Joaquín Sabina, Azúcar Moreno (multiplatino con “Bandido” para Eurovisión 1990 y “El Amor”), Raúl Orellana (incluyendo producción de varios Bolero Mix), Jocelyn Brown, Afrika Bambataa, Os Resentidos, Cabaret Pop, Hombres G, Los Rebeldes, La Gran Aventura, Polito Ibáñez, Dani Nello y La Banda del Zoco, Antonio Hidalgo (disco de oro), Xavi Vidal, Gaia Project, David Blanco, Las Ketchup, Polo Montañez, Manolo Boudet, Johnny Hallyday y El Columpio Asesino. También ha compuesto música para televisión, documentales y publicidad.
Entre 1997 y 1999 pasa largas estancias en Cuba grabando discos como productor para la colección “La Isla de la Música”, con artistas como David Calzado y La Charanga Habanera, Los Fakires y SBS. En directo y como guitarrista también ha colaborado con Los Rebeldes de 1992 a 1996, en las giras Palabra de Guitarra y Palabra de Guitarra Latina (1995-1997) y con Loquillo, de quien ha sido productor y compositor de 2000 a 2015 y guitarrista de 2006 a 2015.
Actualmente sigue trabajando en diversos proyectos en su productora Clandestinus Music.

## Premios
- Mejor Guitarrista Nacional en El País y en la revista Popular 1 en el año 1981.
- Premio AGFAD Música Publicitaria 89.
- Colección La Isla de la Música (Premio especial Cubadisco 98).
- “Para no pensar” de Polito Ibáñez. (Premio Mejor disco de Rock y Premio Mejor Producción musical Cubadisco 2001).
- “El despechao” de David Blanco (Mejor disco pop Cubadisco 2005).

- “Balmoral” de Loquillo, nominación Grammy Latino 2008 como Mejor Disco de Rock Vocal.

- Datos: Q23498270